# Химич, Василий Петрович
Василий Петрович Химич (10 октября 1930, с. Маньковка, Бершадский район, Тульчинский округ, УССР, СССР — 16 апреля 2014, с. Будённое, Район имени Габита Мусрепова, Северо-Казахстанская область, Казахстан) — тракторист, целинник, Герой Социалистического Труда (1971). Заслуженный работник сельского хозяйства Казахской ССР (1970). Депутат Верховного Совета СССР 7 созыва.

## Биография
Родился 10 октября 1930 года в крестьянской семье в селе Маньковка Бершадского района Тульчинского округа (ныне — упраздненный в 2020 году район Винницкой области Украины).
В 1947 году поступил на работу трактористом в Устьянскую МТС Вернадского района. С 1950 года по 1953 год служил в Советской Армии. После возвращения из армии работал в Устьянской МТС. В 1955 году окончил ремесленное училище сельского хозяйства в городе Гайворон Кировоградской области.
В 1955 году по комсомольской путёвке поехал в Казахскую ССР. С 1955 года по 1957 год работал трактористом в совхозе «Убаганский» Карасуского района Кустанайской области. В 1959 году был назначен бригадиром тракторной бригады совхоза имени Будённого Куйбышевского района Кокчетавской области. В 1961 году вступил в КПСС.
В 1969 году бригада под управлением Василия Химича собрала по 23,6 центнеров зерновых с каждого гектара. За этот труд он был удостоен в 1970 году звания «Заслуженный работник сельского хозяйства Казахской ССР». 8 апреля 1971 года Указом Президиума Верховного Совета СССР удостоен звания Героя Социалистического Труда «за выдающиеся успехи, достигнутые в развитии сельскохозяйственного производства и выполнении пятилетнего плана продажи государству продуктов земледелия и животноводства» с вручением ордена Ленина и золотой медали Серп и Молот.
Участвовал во всесоюзной выставке ВДНХ. Был избран делегатом на XXIV съезда КПСС и депутатом Верховного Совета СССР 7 созыва.
В 1982—1992 гг. работал агрономом в совхозе имени Будённого.
После выхода на пенсию проживал в селе Будённое района имени Габита Мусрепова.
Скончался 16 апреля 2014 года.

## Награды
- Герой Социалистического Труда
- Орден Ленина (1971)
- два Ордена Трудового Красного Знамени
- Орден Октябрьской Революции
- Орден «Знак Почёта»
- Медаль «За освоение целинных земель»
- Медаль «В ознаменование 100-летия со дня рождения Владимира Ильича Ленина»
- Золотая, серебряная и бронзовая медали ВДНХ
- Почётный гражданин Северо-Казахстанской области (2011)